# Хамонт-Ахел
Хамонт-Ахел (на нидерландски: Hamont-Achel) е град в Североизточна Белгия, окръг Маасейк на провинция Лимбург. Разположен е на границата с Нидерландия, на 22 km северозападно от град Маасейк. Населението му е около 13 800 души (2006).